# Mek'ele
Mek'ele is een stad in Ethiopië en is de hoofdplaats van de regio Tigray. De stad telt 201.528 inwoners (2008).
De stad werd in 2020-2021 het brandpunt van de Oorlog in Tigray.

## Geboren
- Hayle İbrahimov (1990), Ethiopisch-Azerbeidzjaans atleet
- Tsgabu Grmay (1991), Ethiopisch wielrenner
- Temesgen Buru (1994), Ethiopisch wielrenner